# شو جينغ
شو جينغ (بالصينية: 徐晶) هي نبالة صينية، ولدت في 6 سبتمبر 1990 في شاندونغ في الصين.

## وصلات خارجية
- شو جينغ على موقع الاتحاد الدولي للرماية بالسهام (الإنجليزية)
- شو جينغ على موقع اللجنة الأولمبية الدولية (الإنجليزية)
- شو جينغ على موقع أوليمبيديا (الإنجليزية)
- شو جينغ على موقع اللجنة الأولمبية الصينية (الإنجليزية)